# تهران ۱۵۰۰
تهران ۱۵۰۰ فیلم پویانمایی کمدی به کارگردانی بهرام عظیمی است. این فیلم که اولین پویانمایی بلند ساخت ایران است نوروز ۱۳۹۲ به نما‌یش عمومی درآمد.
این پویانمایی در استودیوی انجمن گویندگان جوان ساخته شده است.

## خلاصه داستان
داستان فیلم دربارهٔ گذشته و حال پیرمردی ۱۶۰ ساله به نام اکبرآقا (با بازی مهران مدیری) است و زمان داستان ۱۵ روز قبل از تحویل سال ۱۵۰۰ هجری شمسی است. در سال ۱۵۰۰ ربات‌ها در کنار مردم زندگی می‌کنند و آدم‌های ثروتمند می‌توانند با امکانات پیشرفته پزشکی تا ۱۶۰ سال زندگی کنند.

## بازیگران
- مهران مدیری در نقش اکبر آقا
- بهرام رادان در نقش جواد
- هدیه تهرانی در نقش نازی
- محمدرضا شریفی‌نیا در نقش عنایت
- حبیب رضایی در نقش نادر
- گوهر خیراندیش در نقش گوهر-ملینا
- حسام نواب صفوی در نقش پویا
- مهتاب نصیرپور در نقش مادر جواد
- ماشااله شاهمرادی‌زاده در نقش پیرمرد
- محسن رسول‌اف در نقش عکاس

#### بازیگران استوری‌بورد
- سیروس کهوری‌نژاد
- امیر کربلایی
- حجت شرقی‌پور
- الهام جعفرنژاد
- زهرا اکرمی

## اکران
دو شرکت کینگ ران (ژاپن) و فیلموگراف و مینیاتور فیلموویچ (لهستان) برای پخش جهانی انیمیشن تهران ۱۵۰۰ ابراز تمایل کرده و جشنواره پیساف کره جنوبی و جشنواره فیوچر فیلم ایتالیا خواهان نخستین اکران فیلم در این جشنواره‌ها شدند.
به گفتهٔ بهرام عظیمی، کارگردان انیمیشن، از آن جایی که سال ۱۵۰۰ شمسی معادل با ۲۱۲۱ میلادی است، این فیلم در نمایش‌های بین‌المللی خود با عنوان تهران ۲۱۲۱ به نمایش درمی‌آمد.
تهران ۱۵۰۰ در دومین حضور خود در عرصه‌های بین‌المللی، شهریور ماه در جشنواره پیساف کره جنوبی شرکت کرد و برای عرضه در بازارهای بین‌المللی به انگلیسی، فرانسوی و عربی زیرنویس شد.
تصاویر آماده نمایش این انیمیشن برای اولین بار در غرفهٔ انیمیشن تهران ۱۵۰۰ در سی و سومین جشنواره انسی فرانسه به نمایش درآمد و پوستر فیلم رونمایی شد.

## حاشیه‌ها
بهرام عظیمی کارگردان این انیمیشن در اینستاگرام شخصی خود، نسخهٔ اکران‌شده به دلیل ممیزی فراوان دربارهٔ حجاب خانم‌ها و ربات‌های زن که در فیلم حضور داشتند با نسخهٔ اصلی تفاوت دارد. سکانس تذکر حجاب به ربات زن توسط هدیه تهرانی به سفارش و با فشار وزارت فرهنگ و ارشاد اسلامی به فیلم اضافه شده است. دیگر نگرانی نهادهای امنیتی برای ساخت این انیمیشن استقرار جمهوری اسلامی در سال ۱۵۰۰ در ایران بود که سازندگان این اثر را تحت فشار قرار داده بود.

## جوایز
| سال  | مراسم            | جایزه                     | نامزد                                | نتیجه    |
| ---- | ---------------- | ------------------------- | ------------------------------------ | -------- |
| ۱۳۹۰ | جشنواره فیلم فجر | بهترین فیلم اول           | محمد ابوالحسنی و عبدالحسین ابوالحسنی | نامزدشده |
| ۱۳۹۰ | جشنواره فیلم فجر | بهترین دستاورد فنی و هنری | بهرام عظیمی                          | برنده    |
| ۱۳۹۳ | جشن حافظ         | بهترین دستاورد فنی و هنری | بهرام عظیمی                          | نامزدشده |